# St. Johann Baptist (Unterginsbach)

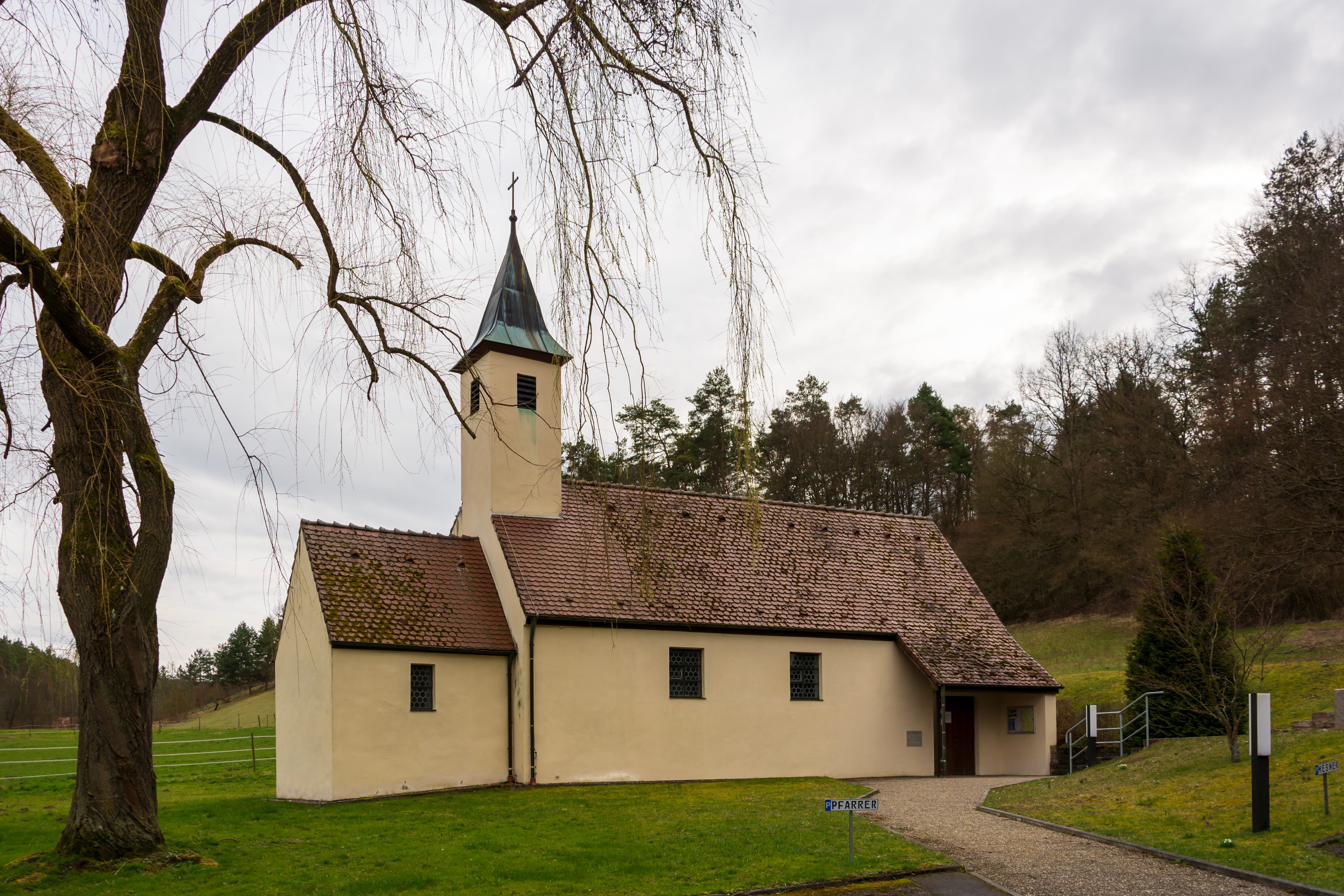
St. Johann Baptist in Unterginsbach

Die römisch-katholische Kapelle St. Johann Baptist ist ein geschütztes Kulturdenkmal nach dem Denkmalschutzgesetz. Sie steht in Unterginsbach, einem Ortsteil der Stadt Krautheim im Hohenlohekreis in Baden-Württemberg. Die Kapelle gehört zur Kirchengemeinde Altkrautheim im Dekanat Hohenlohe der Diözese Rottenburg-Stuttgart.

## Beschreibung
Die Saalkirche besteht aus einem Langhaus und einem eingezogenen Chor im Osten. Aus dem Satteldach des Langhauses erhebt sich im Osten ein quadratischer Dachreiter, der den Glockenstuhl mit zwei Kirchenglocken beherbergt, und der mit einem spitzen Helm bedeckt ist. Im Innenraum sind Wandmalereien mit der Bindung Isaaks aus dem 12. Jahrhundert zu sehen.